# 柘塘駅
柘塘駅（しゃとうえき）は、南京市溧水区にある、南京地下鉄S7号線の駅である。

## 駅名
事業着手当初は南京地下鉄集団は「空港保税区駅」の仮称を用いており、2017年6月21日に「柘塘駅」を駅名として第一次公示され、2017年10月11日に第一次公示のより駅名が「柘塘駅」に決定したことが発表された。

## 歴史
- 2017年6月20日に駅名が第一次公示された[3]。
- 2017年10月11日に駅名が第二次公示された[4]。

- 2018年5月26日S7号線の駅として開業。

## 駅構造

### のりば
| 番線 | 路線             | 行先              | 行先              |
| ---- | ---------------- | ----------------- | ----------------- |
|      | 南京地下鉄S7号線 | 空港新城江寧 方面 | 空港新城江寧 行き |
|      | 南京地下鉄S7号線 | 幸荘・無想山 方面 | 無想山 行き       |

### 改札・出入口
- 1号出入口:新安路
- 2号出入口:新安路
- 3号出入口:新安路・柘塘水庫

## 駅周辺
- 柘塘中心衛生院
- 柘塘集貿市場
- 溧水開発区介護有料老人ホーム
- 柘塘中心幼稚園

## 隣の駅
南京地下鉄
■S7号線
空港新城江寧駅- 柘塘駅- 空港新城溧水駅